# آل يونغ
آل يونغ (بالإنجليزية: Al Young)‏‏ (31 مايو 1939 في أوشن سبرينغز - ) روائي، وشاعر من الولايات المتحدة.

## الجوائز
- زمالة غوغنهايم
- جائزة جوزفين مايلز الأدبية لنادي القلم الدولي في أوكلاند [الإنجليزية]‏
- منحة فولبرايت
- الجوائز الأميركية للكتاب